# Follow That Dream
Follow That Dream (bra: Em Cada Sonho um Amor, ou Em Cada Sonho, um Amor; prt: Follow That Dream) é um filme estadunidense de 1962, do gênero comédia dramático-musical, dirigido por Gordon Douglas, com roteiro de Charles Lederer baseado no romance Pioneer, Go Home!, de Richard Powell.

## Sinopse
Toby Kwimper e sua família rural mudam-se para a Flórida e se instalam num terreno ao lado de uma rodovia, enfrentando a oposição do governo.

## Elenco
- Elvis Presley ...... Toby Kwimper
- Anne Helm ...... Holly Jones
- Arthur O’Conne ...... Pop Kwimper
- Joanna Cook Moore ...... Alisha Claypoole